# Maharashtra Open 2018
Il Maharashtra Open 2018 è stato un torneo di tennis giocato sul cemento. È stata la 23ª edizione del torneo che ha fatto parte dell'ATP Tour 250 nell'ambito dell'ATP World Tour 2018. Si è giocato nel SDAT Tennis Stadium di Pune, in India, dall'1 al 6 gennaio 2018.

## Partecipanti

### Singolare

#### Teste di serie
| Nazionalità | Giocatore             | Ranking | Testa di serie* |
| ----------- | --------------------- | ------- | --------------- |
| Croazia     | Marin Čilić           | 6       | 1               |
| Sudafrica   | Kevin Anderson        | 14      | 2               |
| Spagna      | Roberto Bautista Agut | 20      | 3               |
| Francia     | Benoît Paire          | 41      | 4               |
| Paesi Bassi | Robin Haase           | 42      | 5               |
| Rep. Ceca   | Jiří Veselý           | 62      | 6               |
| Kazakistan  | Michail Kukuškin      | 74      | 7               |
| Francia     | Pierre-Hugues Herbert | 81      | 8               |

* Ranking al 25 dicembre 2017.

#### Altri partecipanti
I seguenti giocatori hanno ricevuto una wildcard per il tabellone principale:
- Arjun Kadhe
- Benoît Paire
- Ramkumar Ramanathan

I seguenti giocatori hanno ricevuto un ingresso nel main draw grazie al ranking protetto:
- Pablo Andújar

I seguenti giocatori sono passati dalle qualificazioni:

- Il'ja Ivaška
- Thiago Monteiro
- Sumit Nagal
- Ricardo Ojeda Lara

#### Ritiri
Prima del torneo
- Jérémy Chardy →sostituito da  Pablo Andújar
- Rogério Dutra da Silva →sostituito da  Marco Cecchinato
- Ivo Karlović →sostituito da  Yuki Bhambri
- Lukáš Lacko →sostituito da  Roberto Carballés Baena
- Lu Yen-hsun →sostituito da  Ruben Bemelmans

## Campioni

### Singolare
Gilles Simon ha sconfitto in finale  Kevin Anderson con il punteggio di 7–6(4), 6–2
- È il tredicesimo titolo in carriera per Simon, il primo della stagione.

### Doppio
Robin Haase /  Matwé Middelkoop hanno sconfitto in finale  Pierre-Hugues Herbert /  Gilles Simon con il punteggio di 7–6(5), 7–6(5).